# 黏脂安息香
黏脂安息香是安息香科安息香属植物，原产越南、老挝、泰国、马来半岛、新加坡、苏门答腊和爪哇。某些中文资料称其为印度安息香，但印度并不产此种。其所产树脂叫做安息香，是一种名贵香料。与越南安息香、苏岛安息香不同，黏脂安息香的树脂会一直保持黏性，凝固很慢，常沿着树皮流下，所以沾染的杂质较多，树脂品价不如另外两个树种所产的安息香。

## 变种
- 黏脂安息香 Styrax benzoin var. benzoin
- 种脐安息香 Styrax benzoin var. hiliferum Steenis